# برش با فشار آب
1. ورودی آب با فشار بالا
2. الماس
3. ساینده (گارنت)
4. لوله اختلاط
5. محافظ
6. جت آب برش
7. مواد برش خورده

نمودار برش با فشار آب

برش با فشار آب یا برش با جت آب (به انگلیسی: Water jet cutting) یک اصطلاح عمومی برای بیان تجهیزاتی است که از یک جریان فشار بالای آب برای اهداف برشکاری و تمیزکاری بهره گرفته‌است. جت ساینده زیر شاخه‌ای از جت آب است که از مواد ساینده برای تسریع امر برش استفاده می‌کند. جت آب خالص یا جت آب-تن‌ها اصطلاحاتی هستند که برای بیان جت آبی است که در آن از مواد ساینده استفاده نشده‌است.

## تاریخچه
در سال ۱۹۵۰ میلادی مهندس جنگلبانی، نورمن فرانز (Norman Franz) برای برش الوار نوعی ابتدایی از دستگاه‌های برش جت آب را به کار بست. به هر حال دانش فنی آن تا سال ۱۹۷۰ زمانی که محمد حشیش (Mohamed Hashish) شگردی برای اضافه کردن مواد ساینده به جت‌های برنده آب خلق کرد، پیشرفت برجسته‌ای نداشت. امروزه جت‌های آب در خیلی از جنبه‌های برشکاری بی‌نظیر هستند و همچنین راه تولید بسیاری از محصولات را تغییر داده‌اند. انواع مختلفی از جت‌های آب امروزه موجودند که شامل، جت‌های آب ساده (بدون مواد افزوده)، جت‌های آب به همراه مواد ساینده، جت‌های آب ضربه‌ای، جت‌های کاویتاسیونی آب و جتهای هیبرید هستند.
در الفاظ دیگر: جت ساینده و جت آب خالص هر دو نوعی از جت‌های آب هستند و جت آب نیز خود نوعی از ماشین ابزارها محسوب می‌شود.
بسیار رایج است که واژه جت آب را برای جت ساینده به کار می‌برند که در بعضی موارد باعث سردرگمی می‌شود. در این متن ما برای اشاره به مطالبی که شامل جت آب خالص و جت آب ساینده‌است از یک واژه «جت آب» استفاده می‌کنیم، اما برای اشاره به موارد اختصاصی، از هر یک به صورت جداگانه نام می‌بریم.

## چگونگی کارکرد
آب خروجی از شیرهای معمولی را در نظر بگیرید که تحت فشار ۶۰۰۰ پوند بر اینچ (PSI) یا۴۰۰ بار، قرار بگیرد و از طریق یک سوراخ بسیار کوچک بیرون رانده شود. آب را با سنگ ساینده مخلوط کرده، حال شما یک جریان باریک آب در حال گذر سرعت بالا را دارید که بیشتر مواد را با سرعت زیاد می‌ساید.
برخی از واترجت ها «واترجت خالص» اند که دارای ذرات سنباده در جریان آب نیستند. این‌ها برای برش مواد نرمی همانند غذا، لاستیک و فوم استفاده می‌شوند.

## اصول بنیادین واترجت ها
واترجت های سریع، انعطاف‌پذیر و دارای دقت معقول هستند و در سال‌های اخیر برای استفاده، ساده و آسان گشته‌اند. آن‌ها از دانش فنی آب فشار بالا که از یک سوراخ کوچک (معمولاً «روزنه» یا «جواهری» نام دارد) عبور داده شده‌است برای تمرکز مقدار زیادی انرژی در یک منطقه کوچک استفاده می‌کنند. محدودیت روزنه بسیار کوچک سبب به وجود آمدن یک فشار بالا و یک باریکه سرعت-بالا می‌شود، بیشتر شبیه زمانی است که شما انگشت خود را بر انتهای شلنگ آبیاری قرار دهید.
جت‌های آب خالص از باریکه آب که از روزنه خارج می‌شود استفاده می‌کنند تا مواد نرمی را همانند پارچه‌ها، تخته‌های شکلات، و چوب‌های نازک و نرم، اما برای برش مواد سخت کارگر نیستند.

### طراحی عمومی برای یک نازل جت آب-خالص
آب ورودی برای یک جت آب-خالص، تحت فشار ۲۰۰۰۰ تا ۶۰۰۰۰ پوند بر اینچ مربع PSI یا (۱۳۰۰ تا ۶۲۰۰ بار) است؛ که به سمت یک سوراخ کوچک در «جواهری» سر فشرده می‌شود، که عموماً دارای قطری بین ۰٫۰۰۷″ و ۰٫۰۲۰″ (۰٫۱۸ تا ۰٫۴ میلی‌متر) است. این یک سرعت بسیار بالا را به وجود می‌آورد، که یک باریکه بسیار نازکی از آب (به همین علت برخی از افراد از «جت آب» به عنوان «لیزر آب» یاد می‌کنند) در حرکت، با سرعتی نزدیک صوت است (حدود ۶۰۰ mph یا ۹۶۰ km/hr).
یک جت ساینده هم همانند یک جت آب-خالص شروع به کار می‌نماید. زمانی که جریان باریک آب «جواهری» (Jewel) را ترک می‌کند مواد ساینده به جریان اضافه شده و مخلوط می‌گردند. آب سرعت-بالا که از «جواهری» خارج می‌شود یک خلأ به وجود آورده که سبب کشیدن مواد ساینده از لوله ورودی این مواد گشته، که در نهایت با آب در مجرای مخلوط شدن(Mixing Tube)، مخلوط می‌شود. باریکه آب ذرات مواد ساینده را شتاب می‌دهد تا سرعت کافی برای برش مواد سخت‌تر داشته باشند.
قدرت برش جت ساینده دو برابر است. نیروی آب و مواد ساینده، سبب ساییدن مواد شده، حتی اگر جت ساکن باشد (که همان چگونه برش خوردن مواد در آغاز عملیات است). قدرت برش هنگامی که جریان جت ساینده از عرض ماده عبور کند بسیار افزایش پیدا می‌کند و سرعت جابجایی ایده‌آل به عوامل مختلفی وابسته‌است از جمله ماده، قواره قطعه، فشار آب و نوع مواد ساینده. کنترل کردن سرعت نازل جت ساینده برای یک ماشین‌کاری باصرفه و کارآمد بسیار تعیین‌کننده است.

## مزایای برش کاری با واترجت
یک دلیل برای رشد محبوبیت واترجت ها در نزد مردم از اواسط دهه ۹۰ میلادی، همه‌کاره بودن یا تطبیق‌پذیری آن است. واترجت یک ماشین ابزار تطبیق پذیر و منعطف است. شما قادر به برش گونه‌های مختلفی از مواد به‌طور کارآمد و مقرون به صرفه هستید و می‌توانید گونه‌های مختلفی از قطعات را خلق کنید.
یکی از برترین فواید و مزایای استفاده از برش با واترجت یا Waterjet cutting این است که ذاتاً دارای خاصیت برشکاری سرد است و ایجاد گرما نمی‌کند.
با همین ویژگی انواع مواد را به راحتی برش می‌دهد ولی در سایر روش‌های برشکاری احتمال سوختن، ذوب شدن یا ترک برداشتن مواد وجود دارد. درضمن بعضی از فرایندهای گرمازا سبب تاب برداشتن و سخت شدن روی قطعه کار گشته یا اینکه مایه افشاندن گازهای خطرناک از قطعه کار می‌شود. برشکاری سرد می‌تواند بر جاهای که دچار سختی نشده‌اند نشانی گذاشته و می‌تواند در هر سمت و سویی کار سوراخکاری یا برشکاری را انجام دهد. با این روش می‌توان بدون ایجاد سوراخ‌های نخستین کار سوراخکاری را در هر گونه ماده و قالب ویژه آغاز و نیاز به انجام کار دیگری نیست. هم واترجت و هم لیزر قادرند فلزات و دیگر مواد را برش دهند؛ اما دستگاه‌های واترجت ارزان‌تر از دستگاه‌های لیزر هستند. این فرایند برای برشکاری و شیار زنی غیر فلزات متخلخل مانند: چوب، چرم، اسفنج و… مناسب است. از آن همچنین برای برشکاری کامپوزیت‌ها، برداشتن روکش سیم‌ها و پلیسه‌گیری استفاده می‌شود.
واترجت یک ابزار برشی است که هرگز کند نمی‌شود یا نمی‌شکند. این فرایند گرد و غبار تولید نمی‌کند، پس از این رو خطرات موجود در ماشین‌کاری کامپوزیت‌های الیافی و آزبست‌ها به حداقل می‌رسند

### برش هرگونه ماده
به خاطر اینکه جت‌های آب با استفاده از آب و مواد ساینده برش می‌دهند، می‌توانند با گونه‌های مختلفی از مواد کار کنند. این مواد شامل: مس، برنج، آلومینیوم، فولاد پیش سخت شده، فولاد نرم، مواد نامتعارف همانند تیتانیوم, اینکونل و هاستالوی، فولاد زنگ نزن ۳۰۴ ، مواد ترد همانند شیشه، سرامیک، کوارتز و سنگ ، مواد لمینیت و مواد قابل اشتعال است.
نکتهٔ حائز اهمیت در ارتباط با استفاده از این دستگاه این است که هرچقدر سرعت دستگاه بالاتر باشد، قطعه کار دارای کیفیت پایین‌تری خواهد بود. با کم کردن سرعت دستگاه واترجت، ما شاهد نتیجهٔ با کیفیت بالاتر و سطح صاف‌تر و به اصطلاح صیقلی تر خواهیم بود. در واقع رابطه بین سرعت دستگاه و کیفیت نهایی قطعه کار بصورت عکس می‌باشد. یکی از اندک موادی که نمی‌توان توسط واترجت برش داده شوند شیشه آبدیده‌است. برای اینکه شیشه آبدیده تحت تنش است و به محض اینکه شروع به برش کنید به تکه‌های ریزی شکسته خواهد شد.

### نصب سریع و برنامه‌ریزی
در ماشین‌کاری جت آب، یک قسمت مسطح از ماده بر روی یک میز قرار می‌گیرد و نوک برنده روی آن حرکت می‌کند (اگرچه در برخی از سیستم‌های خاص ماده در مقابل نوک ثابت حرکت می‌کند). این سادگی به این معناست که می‌توان به سرعت و سادگی هر چه تمام تر قطعه کار را تعویض نمود و نیازی هم به تعویض ابزار برش نیست. همه مواد از یک نوک برنده مشترک استفاده می‌کنند در نتیجه نیازی به برنامه‌های تعویض ابزار برش یا کنترل کردن دستی چندین ابزار برش نیست.
تغییر مکان نوک برنده، توسط یک کامپیوتر کنترل می‌شود، که بسیار عملیات کنترل جت آب را ساده نموده‌است. در بیشتر موارد «برنامه‌ریزی» یک قطعه به معنی استفاده از برنامه CAD برای رسم یک قطعه است. وقتی شما دستور “push print” را صادر کنید، قطعه توسط دستگاه جت آب ساخته می‌شود. این موفقیت همچنین این را می‌رساند که مشتریان می‌توانند رسم‌هایی را که خود به تصویر کشیده‌اند برای یک دستگاه جت آب، برای خلق ترسیماتشان بیاورند.

### چفت و بست کمتر برای بیشتر قطعات
در دستگاه جت آب نیروهای جانبی کمتری وجود دارد—برش قطعات باعث فشارهای جانبی به آن قطعه نمی‌شود. همچنین نیروهای اعمالی به سمت پایین هم کوچک هستند، در محدوده چند پوند. عموماً، بزرگترین نیروها از سمت آب داخل مخزن است که در سمت مخالف قطعه کار به عقب فشار داده می‌شود.
عموماً قید دار کردن ماهیتی از سنگین کردن قطعات توسط قرار دادن وزنه‌هایی بر روی آن است. ممکن است قطعات ریز نیازمند زائده‌هایی برای جلوگیری از افتادن در مخزن داشته باشند.
نیروهای جانبی کوچک بدین معنی هستند که شما قادر به ماشین‌کاری قطعه‌ای با ضخامت جداره ۰٫۰۱″ (۰٫۲۵mm) هستید. این یکی از فاکتورهایی است که قید دار کردن را بسیار آسان نموده‌است. همچنین نیروهای جانبی کوچک به شما اجازه نزدیک بودن قالب‌های قطعات بر روی مواد را می‌دهد که باعث استفاده بیشینه از ماده می‌شود.

### جلوگیری از تولید گرما بر روی قطعه
هر گرمای کوچکی که توسط جت آب تولید گردد به وسیله آب جذب شده و به مخزن جمع‌کننده هدایت می‌شود. تقریباً خود مواد هم هیچ تغییری در دما در مدت زمان ماشین‌کاری متحمل نمی‌شوند. در هنگام سوراخ‌کاری فولاد ضخیم ۲″(۵cm)، دما ممکن است به اندازه ۱۲۰ درجه فارنهایت(۵۰ درجه سانتیگراد) بالا رود، اما در طرف دیگر، ماشین‌کاری در دمای اتفاق انجام می‌شود. نتیجتاً هیچ نقطه گرما دیده‌ای (Heat Affected Zone-HAZ) در ماده موجود نیست. فقدان HAZ بدین معنی است که شما می‌توانید بدون سخت کاری قطعه، تولید بخارهای سمی، مذاب شدن مجدد ماده و تاب برداشتن، آن را ماشین‌کاری نمایید. شما همچنین قادر به ماشین‌کاری قطعاتی هستید که قبلاً عملیات حرارتی شده‌اند.

### جلوگیری از ایجاد تنش‌های مکانیکی
ماشین‌کاری جت آب هیچ تنش مکانیکی به قطعه کار اعمال نمی‌کند.

### ماشین‌کاری مواد ضخیم
برای جت آب ماشین‌کاری قطعاتی با ضخامت بیشتر از۴″(10cm) امری معمولی است، درصورتی که بیشتر سکه‌ها شاید در ضخامت‌هایی کمتر از ۱″(۲٫۵cm) ساخته می‌شوند. هر چه قطعه ضخیم‌تر باشد مدت زمان بیشتری برای برش می‌گیرد. یک قطعه از یک جنس اما با ضخامت دو برابر، مدت زمان بیشتر از دو برابر را نسبت به اولی برای برش خوردن نیاز دارد. برخی از کمپانی‌ها، قطعات تلورانس پایین غیر فلزی را که ضخامتی بین ۵″ تا ۱۰″(۱۲٫۵cm تا ۲۵cm)دارد، می‌سازند اما نیازمند زمان زیادی است و مشروط به یک عملیات با فرصت و موقعیت مناسب است. عموماً، بیشتر جت‌های آب از فلزی ساخته شده‌اند که ضخامتی برابر یا کمتر از ۲″(۵cm) دارند.

### ایمنی بالا
بدیهی است که شما هیچ عضوی از بدن را در مقابل نوک برش دستگاه جت آب به هنگامی که روشن است، قرار نمی‌دهید. هر چیزی که بتواند فولاد ۲″ را برش دهد، کار کمتری برای برش گوشت و استخوان انجام می‌دهد!. گذشته از این، به هر حال، جت‌های آب بسیار ایمن هستند. یک نشت در سیستم فشار بالای آب سریعاً منجر به افتادگی فشار به سطوح ایمن، خواهد شد. آب به خودی خود بی‌خطر و غیرقابل اشتعال است و سنگ‌های ریز ساینده هم خنثی و غیر سمی هستند. یکی از خطرهای بزرگ بریدگی‌هایی است که توسط لبه‌های تیز قطعات که با جت آب برش خورده‌اند، منجر خواهند شد.

### آلوده نکردن محیط زیست
مواد زائد و ذرات ساینده‌ای که از کار با دستگاه به دست آمده مناسب دفن کردن در زمین هستند به شرطی که مواد ماشین‌کاری شده زیان‌آور نباشند. سنگ‌های ریز سنباده خنثی و بی‌اثر بوده و می‌توان از زباله‌های دیگر تفکیک شود.
اگر شما مقدار زیادی سرب یا مواد زیان‌آور دیگر را ماشین‌کاری کنید، شما هنوز هم نیازمند تفکیک دور ریز خود به صورت مناسب و بازیافت آب هستید. به یاد داشته باشید که به هر حال اندک مقداری فلز در فرایند برش برداشته می‌شود. این نشانه زیست‌محیطی را نسبتاً کاهش می‌دهد، حال اگر این مواد ماشین‌کاری زیان بار هم باشند.
در بیشتر مکان‌ها، آب اضافی به سمت فاضلاب رانده می‌شود. در برخی مکان‌ها، ممکن است پاکسازی آب پیش از فرستادن به فاضلاب ضروری باشد. در اندک مکان‌هایی هم بایستی آب در یک سیستم بسته بازیافت شود.
پمپ‌های عملگر مقدار قابل توجهی از الکتریسیته را استفاده می‌کنند، با توجه به این، مقداری هزینه و طبعات محیط زیستی اضافی هم وجود خواهد داشت.

### عدم نیاز به سوراخ اولیه
سوراخ‌های اولیه تنها برای موادی لازم است که نفوذ به آن‌ها بسیار سخت یا غیرممکن است. اندک کامپوزیتهای لایه‌ای تقویت شده می‌توانند جزء این دسته قرار گیرند. در این موارد پیش-سوراخ‌کاری یا روش‌های خاص دیگر استفاده می‌شود.

### برش باریک و لایه‌برداری اندک
مقدار ماده‌ای که توسط جریان جت آب برداشته می‌شود معمولاً پهنایی نزدیک ۰٫۰۲″ (۰٫۵mm) دارد، این بدین معناست که مقدار ماده بسیار کمی برداشته خواهد شد. هنگامی که شما با مواد گران‌قیمتی (همانند تیتانیوم) یا مواد خطرناکی (همانند سرب) کار می‌کنید، این مسئله مزیت مهمی به‌شمار می‌آید. همچنین این مزیت سبب بدست آوردن قطعات بیشتر از یک ورقه ماده خام، می‌شود.
وقتی شما مواد گران‌قیمتی همانند تیتانیوم را برشکاری یا سخت کاری می‌نمایید قراضه‌های شما هنوز هم قابل استفاده هستند، به خاطر اینکه شما به جای داشتن تراشه‌های ریز قطعات بزرگی از ماده را در پیش رو دارید.

## موارد استفاده

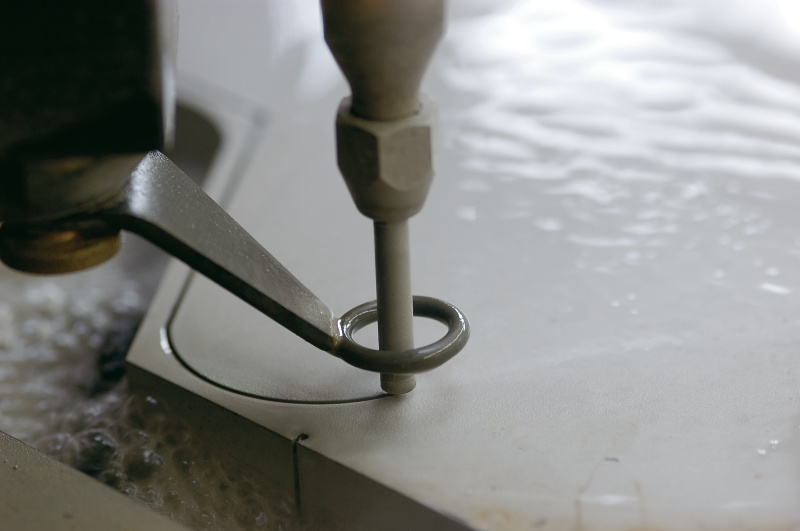
برش واترجت بایسترونیک

جت‌های آب ماشین‌های تخصصی نیستند که برای گوشه کارها استفاده شوند. آن‌ها دستگاه‌هایی برای اهداف مختلف اند که در همه کارگاه‌های ماشین‌کاری سودمند هستند. در ادامه به نمونهٔ کوچکی از کاربردهای تخصصی اشاره می‌کنیم.

### معرق‌کاری سنگ
هم‌اکنون برای تولید معرق سنگ از دستگاه واترجت یا همان جت آبی استفاده می‌شود. با وجود دستگاه سی ان سی واترجت قطعات به صورت دقیق و با کمترین درز بین قطعات مونتاژ می‌شوند که از مزیت‌های آن نسبت به روش‌های سنتی است.

### قطعات صنعتی
چون واترجت برشکاری سرد است و گرما بر روی قطعات تأثیر نمی‌گزارد و سیستم مولکولی و سختی قطعه به علت نداشتن تنش حرارتی به صورت پیش از برش حفظ می‌شود برای تولید قطعات فولادی و همچنین اکثر فلزات مانند آلومنیوم، برنج، استیل و … کاربرد دارد و بر لیزر ارجح است. همچنین به علت قدرت بالا دستگاه واترجت نسبت به لیزر در تولید ورق‌های آهنی بالای ده میل موفق عمل می‌کند.

### ماشین‌کاری
جت‌های آب در بین همه ماشین ابزارها سودمندند، آنچنان که به سرعت و سادگی از ایده به قطعه نهایی می‌رسیم. جت‌های آب همچنین می‌توانند با کمترین قیود و راه اندازی با انواع مختلفی از مواد کار کنند.

### هنر
هنرمندان از جت‌های آب به خاطر توانایی خلق شکل‌های پیچیده در موادی که رسوما کار با آن‌ها مشکل است، استفاده می‌کنند، همانند شیشه منقوش، سنگ مرمر.

### معماری
همانند بازار هنر، بسیاری از ماشین‌ها هستند که از سنگ، کفپوش‌های سفارشی و همچنین از فلزات طرح‌های معماری با جزئیات بالا می‌سازند.

### هوا و فضا
شرکتهایی که برای صنایع هوایی قطعات تولید می‌کنند، بیشتر آلومینیوم را ماشین‌کاری می‌کنند، که توسط یک جت آب به سادگی ماشین‌کاری می‌شود. فلزات نامتعارفی همانند تیتانیم، اینکونل، و هاستالوی هم می‌توانند توسط جت‌های آب ماشین‌کاری شوند.

### تولیدی
جت‌های آب همچنین برای ساخت قطعاتی از محصولاتی که فروخته می‌شوند نیز به کار می‌روند. به علاوه قطعات مورد نیاز برای ساخت ماشین آلات در خطوط مونتاژ.

### صنعت خودرو
نمونه‌سازی و تولید قطعات خودروها، و ابزار آلاتی که برای ساخت خودروها بهره گرفته می‌شود. همچنین بسیاری از قطعات خودروهای مسابقه توسط جت‌های آب تولید می‌گردند.

### کارگاه‌های لیزر
لیزرها و جت‌های آب ابزاری بسیار مکمل هم هستند. هر کجا که یکی از این دو ابزار پاسخگوی نیاز نبود دیگری جوابگوی خواسته‌ها است.

### کارگاه‌های EDM
برخی از دستگاه‌های، اندازه کوچک و دقت بالای، جت آب برای ماشین‌کاری مرکزی، مکمل بسیار خوبی برای EDM هستند، چرا که اجازه ماشین‌کاری قطعات یکسان را با سرعت بالاتر می‌دهند و می‌توانند برخی از خدمات را برای EDM (مانند پیش سوراخ‌کاری نقاط شروع و کاهش تنش قطعه، پیش از برش نیمه تماسی) انجام دهند.

### کارگاه‌های مدل زنی / الگو زنی سریع
جدارتراشی سریع تولیدات تک محصولی، تقریباً از هر ماده‌ای، جت‌های آب را برای این کاربرد مهم‌تر نموده‌است.